# چاروق
چاروق عبارت از پاپوش و پای‌افزار است که از قدیم الایام مورد استفاده بوده و به اشکال مختلف تهیه و ساخته می‌شده و قسمت اعظم ساختمان آن درقدیم از چرم بوده‌است. در فرهنگ معین تحت عنوان چاروق چنین نوشته شده‌است: «چاروق یا به ترکی: چارغ یا پالیک، کفش چرمی‌ای که از بندها پیچیده می‌شود و تا ساق‌پا را می‌پوشاند.».

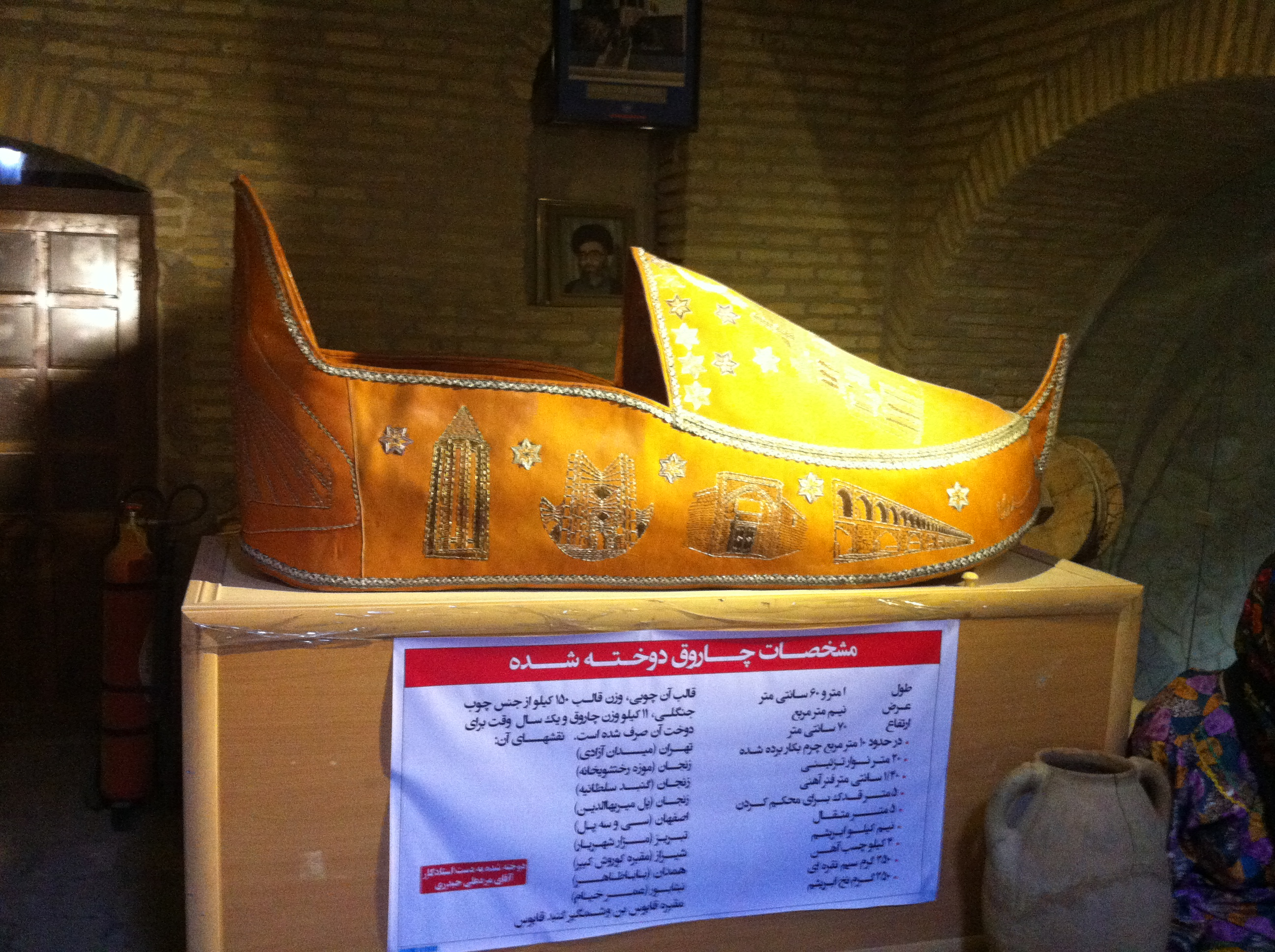
نمونه یک چاروق در سایز بسیار بزرگ در محوطه بنای رختشویخانه زنجان

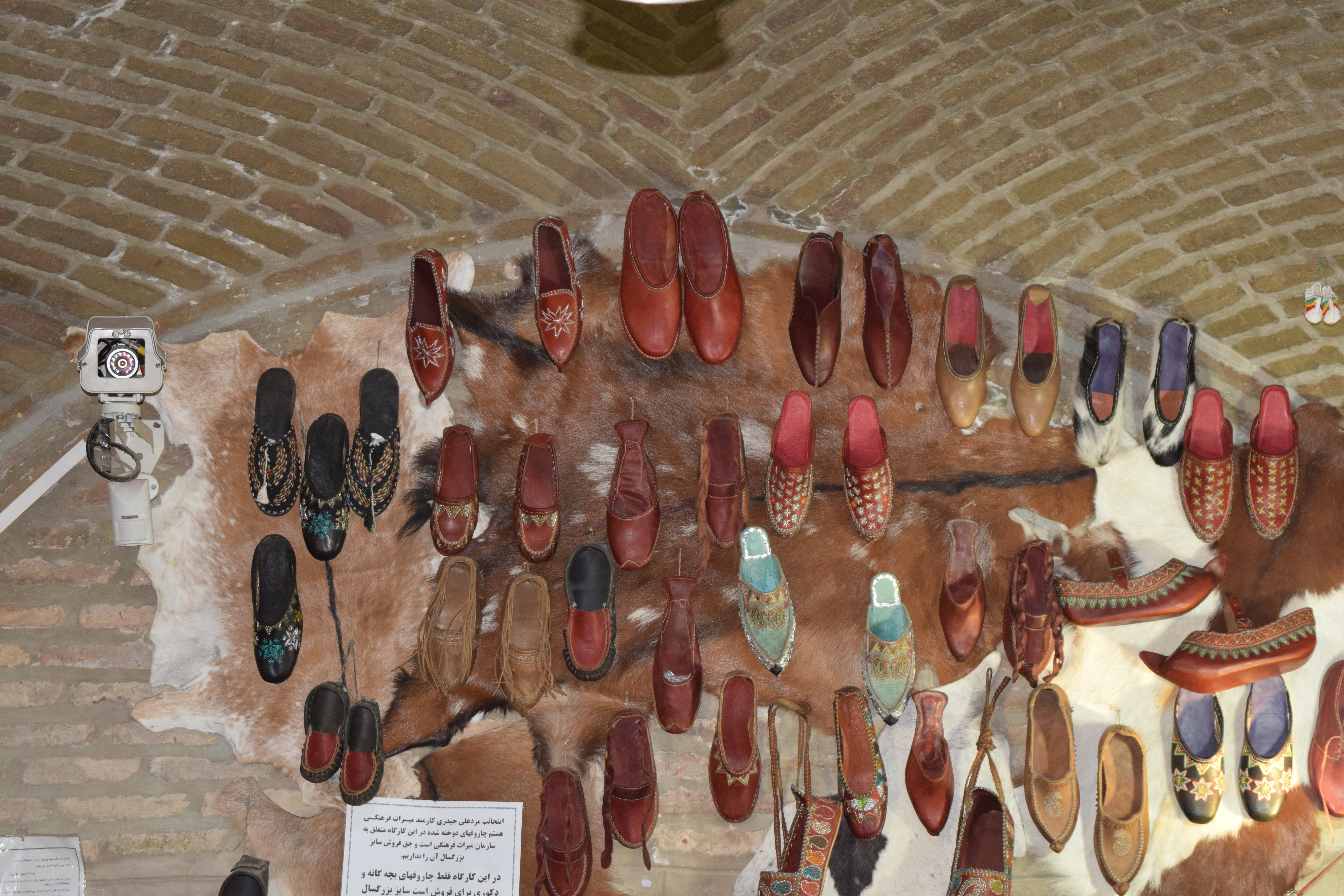
نمایش چاروق ها

چاروق از صنایع دستی شمال خراسان و به ویژه شهرهای بجنورد و قوچان و هچنین شهر زنجان می‌باشد.

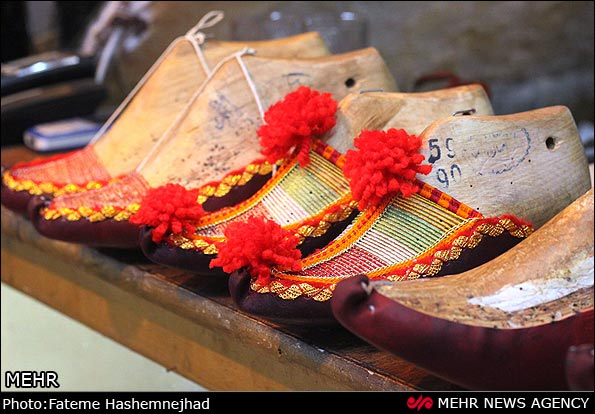
چند چاروق ساخته شده در یکی از کارگاه‌های چاروق‌دوزی در زنجان

## چاروق در ادبیات
دراصطلاح محلی ترکی زنجان چاروق را «چارخ» تلفظ می‌کنند. چاروق اکنون درزنجان به صورت یک صنعت دستی ظریف ساخته و عرضه می‌شود. چاروقی که در ادبیات ما از آن نام برده‌اند (چارقت دوزم کنم شانه سرت «مولوی») یا در قدیم مورد استفاده بود، بیشتر شبیه به چاروق‌های شمال خراسان بوده که هنوز اصالت خود را حفظ کرده‌است.

## توصیف چاروق
چارق از صنایع هنری، دستی و تزئینی به‌شمار می‌رود. چاروق ظریف فرم وشکل خاصی دارد و با مواد اولیه ویژه‌ای که صرفاً برای راه رفتن روی قالی و اطاقهای مفروش ساخته می‌شود که سابقاً پشت بسته و بدون پاشنه بود؛ ولی چند سالی است که به صورت نعلین و پانه دار ساخته می‌شود و فقط کف آن از چرم و رویه آن به رنگهای مختلف از نخهای ابریشمی و سیم گلابتون بافته و تزئین می‌شود.

## تاریخچه

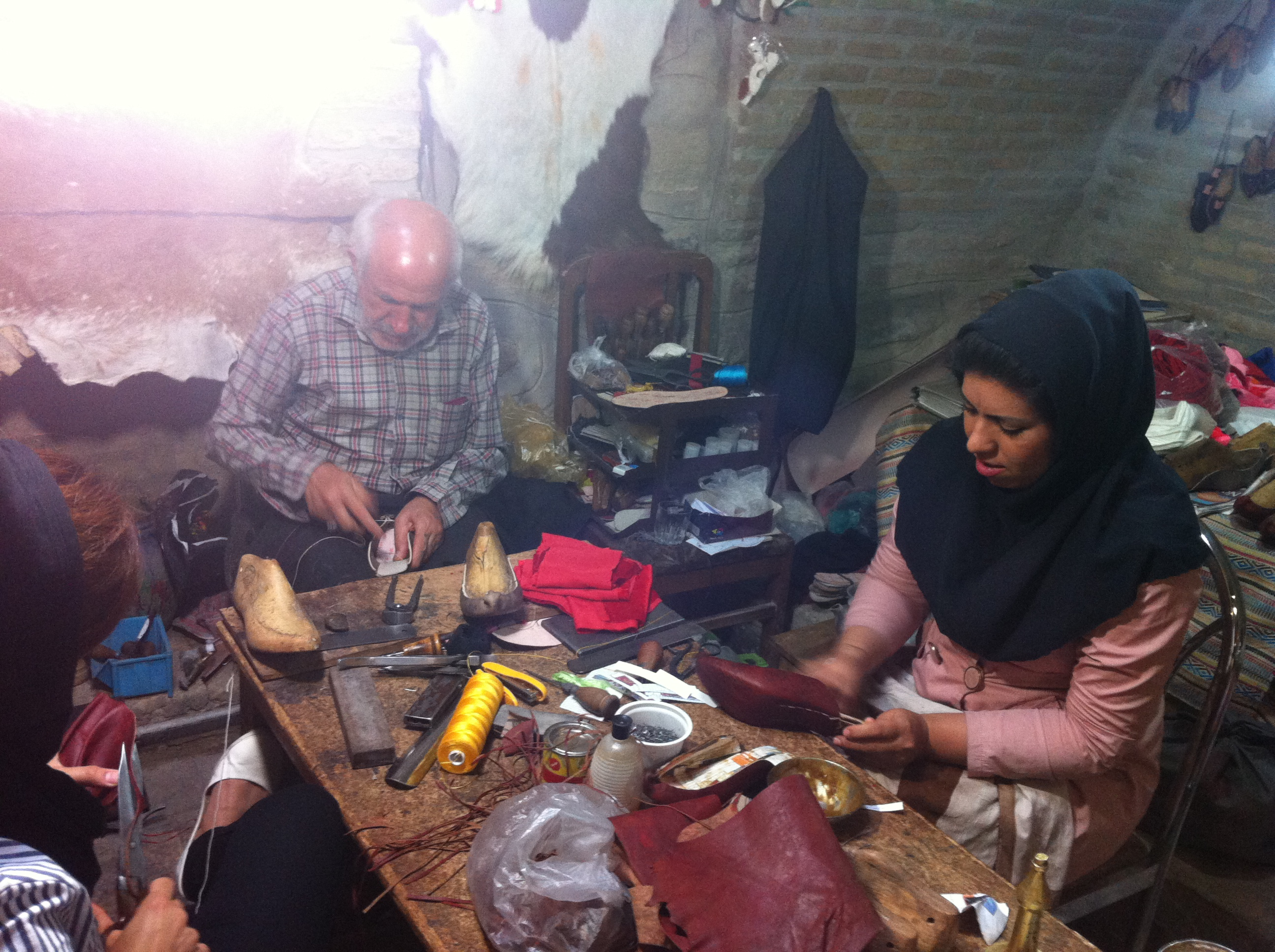
یک استادکار چاروق‌دوز در حال دوختن چاروق در شهر زنجان

استاد آزاد علی محمدی در زنجان در مورد سابقه چاروق دوزی می‌گوید: چاروق دوزی از خیلی قدیم متداول بود و کشاورزان خودشان آن را از چرم خام درست می‌کردند ولی بعدها چرم پخته بکار گرفته شد، ولی به صورت امروزی شاید کمتر از صد سال است که تولید می‌شود. قبل از همه در زنجان استاد کاری بود بنام جعفر که در این زمینه کار می‌کرد. بعد از او شخصی بنام رضا این کار را دنبال کرد.
سپس استاد اصغر خطیبی این صنعت دستی را متحول و چاروق‌های امروزی را در هفت مدل ابداع و معرفی کرد. (در حال حاضر حداکثر دو یا سه مدل از مدل‌های معرفی شده وی به بازار عرضه می‌شود) او خود می‌گفت برای نخستین بار قالب‌های این پای‌افزارها را از گل (مخلوط خاک و آب) درست کرده و برای تهیهٔ قالب‌های چوبی در اختیار قالب سازان گذاشته‌است. همچنین در تهیه نخ‌های تابیدهٔ ابریشمی که در تهیهٔ رویهٔ چاروق‌ها از آن استفاده می‌شود، رشته‌های سیم گلابتون را برای اولین بار به کار برده بود. کارگاه چاروق دوزی استاد خطیبی برای مدتی طولانی تنها کارگاه عرضه‌کننده چاروق‌های روفرشی در زنجان بود و ۷–۶ نفر شاگردان استاد با وی همکاری می‌کردند. اگر چه کارگاه چاروق دوزی که استاد خطیبی بنا گذاشته بود در حوالی سال‌های ۵۴–۱۳۵۳ خورشیدی به دلیل بیماری استاد تعطیل شد، لیکن شاگردان باذوق استاد عرضهٔ این هنر را ادامه دادند. قدیمی‌ترین شاگرد استاد خطیبی، آقای آزاد علی محمدی بود که این حرفه و رموز آن را بسیار خوب فرا گرفت و خود به‌طور مستقل کارگاهی دایر کرد. در حال حاضر وی استادی شایسته در این صنعت است. سایر شاگردان نیز بعد از تعطیلی کارگاه مذکور، بعضاً با حمایت سازمان میراث فرهنگی، اقدام به عرضهٔ این هنر کرده و می‌نایند؛ و نیز در خراسان رضوی که مهد چاروق می‌باشد تنها چندین نفر استاد این حرفه زینتی می‌باشند؛ و در شهرستان قوچان هم‌اکنون کمتر از ۵ استاد چنین صنعت را دوباره زنده نموده‌اند.در حال حاضر کارگاهی در شهر قوچان به صورت سفارشی چاروق دوزی می‌کند.